# شلة الأنس (فلم)
شلة الأنس هو فيلم مصري من إخراج يحيى العلمي  وبطولة نيللي، نور الشريف، عزت العلايلي، هدى سلطان ومحمد رضا، صدر الفيلم في 29 نوفمبر 1976.

## نبذة
سعد طالب وابن بلد طموح يسكن في أحد الأحياء الشعبية، وجد نفسه في لحظة قد ملك قلب الممرضة فاطمة التي تستسلم له لأنها تحبه، أما هو فقد وعدها بالزواج، إلا أنه يضيق بأختها الراقصة بسيمة بعد أن تخرج، وبدت لديه تطلعات جديدة خاصة بعد أن ضاق بالحارة وسكانها، حتى يلتقى بنجوى ابنة الطبيب المشهور صاحب المستشفى الخاص.

## طاقم العمل
- نيللي بدور فاطمة
- نور الشريف بدور دكتور سعد
- عزت العلايلي بدور ليمو
- هدى سلطان بدور بسيمة
- محمد رضا بدور عزوز

## وصلات خارجية
- مقالات تستعمل روابط فنية بلا صلة مع ويكي بيانات